# Hell or High Water
Hell or High Water är en amerikansk western-kriminalfilm från 2016, regisserad av David Mackenzie och skriven av Taylor Sheridan. I filmen medverkar Jeff Bridges, Chris Pine, Ben Foster och Gil Birmingham.
Filmen hade världspremiär den 16 maj 2016 vid Filmfestivalen i Cannes, där den tävlade för Un certain regard. Den hade biopremiär i USA den 12 augusti 2016 och i Sverige den 25 november samma år.
Vid Oscarsgalan 2017 var filmen nominerad till fyra Oscars för Bästa film, Bästa manliga biroll till Bridges, Bästa originalmanus och Bästa klippning. Vid Golden Globe-galan 2017 var filmen nominerad till tre Golden Globes för Bästa film, Bästa manliga biroll och Bästa manus. Vid BAFTA-galan 2017 var filmen nominerad till tre BAFTA Awards för Bästa manliga biroll, Bästa originalmanus och Bästa foto.

## Handling
Texasbröderna Toby (Chris Pine) och Tanner (Ben Foster) slår sig ihop för att göra en serie bankrån för att rädda sin  familjeranch när den hotas för utmätning. Polisen Marcus Hamilton (Jeff Bridges), som är nära sin pensionering, misstänker bröderna och tänker sätta dit dem stort under sitt sista fall.

## Rollista
| Jeff Bridges    | – Marcus Hamilton |
| Chris Pine      | – Toby Howard     |
| Ben Foster      | – Tanner Howard   |
| Gil Birmingham  | – Alberto Parker  |
| Marin Ireland   | – Debbie Howard   |
| Kevin Rankin    | – Billy Rayburn   |
| Dale Dickey     | – Elsie           |
| William Sterchi | – Mr. Clauson     |
| Kristin Berg    | – Olney Teller    |
| Katy Mixon      | – Jenny Ann       |

## Mottagande
Hell or High Water möttes av positiva recensioner av kritiker. På Rotten Tomatoes har filmen ett medelbetyg på 98%, baserad på 243 recensioner, och ett genomsnittsbetyg på 8,5 av 10. På Metacritic har filmen genomsnittsbetyget 88 av 100, baserad på 47 recensioner.